# I'll Be Back
I'll Be Back (Lennon/McCartney) är en låt av The Beatles från 1964.

## Låten och inspelningen
Denna låt anses av musiker ha ett ganska komplicerat arrangemang och baseras delvis på Del Shannons ”Runaway”. Man spelade in den med John Lennon på dubblerad sång den 1 juni 1964. Låten kom med på A Hard Day's Night som släpptes i Storbritannien den 10 juli 1964. I USA kom den däremot att ingå på albumet Beatles '65, vilket utgavs den 15 december 1964.